# Jerzy Kryński
Jerzy Julian Kryński (ur. 16 stycznia 1903 w Warszawie, zm. 21 stycznia 1989 tamże) – polski elektroenergetyk, profesor zwyczajny Politechniki Warszawskiej.

## Życiorys
Urodził się 16 stycznia 1903 w Warszawie. W latach 1922–1935 studiował na Technische Hochschule zu Danzig, należał do Polskiej Korporacji Akademickiej „Helania”. W czasie przerwy w studiach pracował w Miejskich Zakładach Elektrycznych w Gdyni, gdzie stworzył i nadzorował projekt elektryfikacji Gdyni. Po studiach pracował w zakładach AEG w Katowicach, a później jako zastępca szefa Wydziału Budowy Turbin w Stalowej Woli.
W czasie okupacji niemieckiej działał w AK.
W 1955 został profesorem nadzwyczajnym, kierował Katedrą i Zakładem Przyrządów Rozdzielczych. Od 1965 kierował Katedrą Aparatów Elektrycznych, w 1968 został wybrany na członka komisji do spraw przewodów doktorskich. Zasiadał w komisji konkursowej studenckich stypendiów naukowych oraz w komisji opiniującej materiały szkoleniowe i skrypty z zakresu elektryki. W 1969 został profesorem zwyczajnym na Politechnice Warszawskiej, od 1970 był związany zawodowo z Instytutem Wysokich Napięć PW. Należał do Komitetu Elektrotechniki Polskiej Akademii Nauk.
Był mężem Haliny Romany z Królikowskich (1910–1987).
Zmarł w Warszawie, pochowany na cmentarzu Powązkowskim (kwatera 95-1-11).

## Ordery i odznaczenia
- Krzyż Kawalerski Orderu Odrodzenia Polski[2]
- Medal 10-lecia Polski Ludowej (19 stycznia 1955)[10]